# Armenia na Zimowych Igrzyskach Olimpijskich 1994
Armenię na Zimowych Igrzyskach Olimpijskich 1994 reprezentowało 2 zawodników – bobslejowa dwójka męska, która zajęła 36. miejsce w stawce 42 zespołów. Były to pierwsze zimowe igrzyska olimpijskie, na których wystartowała armeńska reprezentacja. Wcześniej zawodnicy z tego kraju wchodzili w skład radzieckiej drużyny olimpijskiej (1952 - 1988), a podczas zimowej olimpiady w 1992 w skład Wspólnoty Niepodległych Państw.
Chorążym ekipy był Arsen Harutiunian.

## Wyniki
| L.p. | zespół                                 | I przejazd (miejsce) | II przejazd (miejsce) | III przejazd (miejsce) | IV przejazd (miejsce) | czas    | strata |
| ---- | -------------------------------------- | -------------------- | --------------------- | ---------------------- | --------------------- | ------- | ------ |
| 1.   | Szwajcaria I Gustav Weder Donat Acklin | 0:52,33 (1)          | 0:52,91 (3)           | 0:52,72 (2)            | 0:52,85 (1)           | 3:30,81 | —      |
| 36.  | Armenia Joe Almasian Ken Topalian      | 0:54,85 (37)         | 0:55,03 (38)          | 0:54,92 (34)           | 0:55,01 (35)          | 3:39,81 | +9,00  |